# Olympische Sommerspiele 1972/Teilnehmer (Philippinen)
| Gelbes Symbol für Goldmedaillen mit stilisierten Olympischen Ringen | Graues Symbol für Silbermedaillen mit stilisierten Olympischen Ringen | Braundes Symbol für Bronzemedaillen mit stilisierten Olympischen Ringen |
| ------------------------------------------------------------------- | --------------------------------------------------------------------- | ----------------------------------------------------------------------- |
| —                                                                   | —                                                                     | —                                                                       |

Die Philippinen nahmen bei den XX. Olympischen Sommerspielen 1972 in München zum elften Mal an Olympischen Spielen teil. Die Delegation umfasste 53 Athleten (48 Männer und 5 Frauen), die in 47 Wettkämpfen in elf Sportarten an den Start gingen. Ein Medaillengewinn gelang keinem der Athleten.

## Teilnehmer nach Sportarten

### Basketball
- Philippinische Basketballnationalmannschaft (Männer) → 13.
William „Bogs“ Adornado
Narciso Bernardo
Ricardo „Joy“ Cleofas
Danilo Florencio
Jaime „Jimmy“ Mariano
Rosalio „Yoyong“ Martirez
Rogelio „Tembong“ Melencio
Edgardo „Ed“ Ocampo 
Manuel Paner
Adriano „Jun“ Papa
Marte Samson
Freddie Webb
Cheftrainer: Ignacio „Ning“ Ramos

### Bogenschießen
Männer
- Ramón Aldea
Einzel: 54. (2102 Pkte.)

- Francisco Naranjilla
Einzel: 37. (2288 Pkte.)

- Carlos Santos, Jr.
Einzel: 50. (2183 Pkte.)

### Boxen
- Vicente Arsenal
Halbfliegengewicht: in der 1. Runde ausgeschieden

- Rene Fortaleza
Fliegengewicht: in der 1. Runde ausgeschieden

- Ricardo Fortaleza
Bantamgewicht: in der 1. Runde ausgeschieden

- Nicolas Aguilino
Halbmittelgewicht: in der 1. Runde ausgeschieden

### Gewichtheben
- Nigel Trance
Fliegengewicht: 14. Platz

- Salvador del Rosario
Fliegengewicht: Wettkampf nicht beendet

- Arturo del Rosario
Bantamgewicht: 18. Platz

### Judo
- Renato Repuyan
Leichtgewicht: 13. Platz

- Geronimo Dyogi
Halbmittelgewicht: 12. Platz

- Fernando García
Halbschwergewicht: 13. Platz
Offene Klasse: 11. Platz

### Leichtathletik
Männer
- Tukal Mokalam
100 m: ausgeschieden im Vorlauf (11,02 s)
200 m: ausgeschieden im Vorlauf

Frauen
- Amelita Alanes
100 m: ausgeschieden im Vorlauf
200 m: ausgeschieden im Vorlauf
4-mal-100-Meter-Staffel: ausgeschieden im Vorlauf

- Aida Mantawel
400 m: ausgeschieden im Vorlauf
4-mal-100-Meter-Staffel: ausgeschieden im Vorlauf

- Lucila Salao
100 m Hürden: ausgeschieden im Vorlauf
4-mal-100-Meter-Staffel: ausgeschieden im Vorlauf

- Carmen Torres
4-mal-100-Meter-Staffel: ausgeschieden im Vorlauf

- Josephine de la Viña
Diskuswurf: 13. Platz

### Radsport
- Maximo Junta
Straßenrennen: Rennen nicht beendet
Bahn 4000 m Einerverfolgung: 28. Platz

### Ringen
- Rogelio Famatid
Bantamgewicht, griechisch-römisch: in der 2. Runde ausgeschieden

- Eliseo Salugta
Federgewicht, griechisch-römisch: in der 2. Runde ausgeschieden
Federgewicht, Freistil: in der 2. Runde ausgeschieden

- Arturo Tanaquin
Bantamgewicht, Freistil: in der 2. Runde ausgeschieden

### Schießen
- Rafael Recto
Schnellfeuerpistole 25 m: 53. Platz

- Tom Ong
Schnellfeuerpistole 25 m: 57. Platz

- Art Macapagal
Freie Pistole 50 m: 47. Platz

- Teodoro Kalaw
Freie Pistole 50 m: 50. Platz

- Lodovico Espinosa
Kleinkalibergewehr Dreistellungskampf 50 m: 59. Platz
Kleinkalibergewehr liegend 50 m: 97. Platz

- Manuel Valdes
Trap: 56. Platz

- Melchor Yap
Skeet: 57. Platz

- Raymundo Quitoriano
Skeet: 61. Platz

### Schwimmen
Männer
- Luis Ayesa
200 m Freistil: im Vorlauf ausgeschieden (2:05,97 min)
4-mal-100-Meter-Freistilstaffel: im Vorlauf ausgeschieden (3:47,39 min)
4-mal-100-Meter-Lagenstaffel: im Vorlauf ausgeschieden

- Dae Imlani
400 m Freistil: im Vorlauf ausgeschieden
1500 m Freistil: im Vorlauf ausgeschieden
4-mal-100-Meter-Freistilstaffel: im Vorlauf ausgeschieden (3:47,39 min)
4-mal-200-Meter-Freistilstaffel: im Vorlauf ausgeschieden (8:44,01 min)

- Edwin Borja
1500 m Freistil: im Vorlauf ausgeschieden
4-mal-200-Meter-Freistilstaffel: im Vorlauf ausgeschieden (8:44,01 min)

- Jairulla Jaitulla
200 m Lagen: im Vorlauf ausgeschieden
400 m Lagen: im Vorlauf ausgeschieden
4-mal-100-Meter-Freistilstaffel: im Vorlauf ausgeschieden (3:47,39 min)
4-mal-200-Meter-Freistilstaffel: im Vorlauf ausgeschieden (8:44,01 min)

- Carlos Singson
100 m Schmetterling: im Vorlauf ausgeschieden
200 m Schmetterling: im Vorlauf ausgeschieden
4-mal-100-Meter-Freistilstaffel: im Vorlauf ausgeschieden (3:47,39 min)
4-mal-200-Meter-Freistilstaffel: im Vorlauf ausgeschieden (8:44,01 min)
4-mal-100-Meter-Lagenstaffel: im Vorlauf ausgeschieden

- Gerardo Rosario
100 m Rücken: im Vorlauf ausgeschieden
200 m Rücken: im Vorlauf ausgeschieden
4-mal-100-m-Lagenstaffel: im Vorlauf ausgeschieden

- Amman Jalmaani
100 m Brust: im Vorlauf ausgeschieden
200 m Brust: im Vorlauf ausgeschieden
4-mal-100-Meter-Lagenstaffel: im Vorlauf ausgeschieden

### Segeln
- Alfonso Qua
Soling: 26. Platz

- Ambrosio Santos
Soling: 26. Platz

- Mario Almario
Soling: 26. Platz